# Infernal Blasting
Infernal Blasting – drugi album studyjny polskiej grupy muzycznej Azarath. Wydawnictwo ukazało się 15 grudnia 2003 roku nakładem Pagan Records. Nagrania zostały zarejestrowane na początku 2003 roku w lubelskich Hendrix Studios we współpracy z producentem muzycznym Arkadiuszem "Maltą" Malczewskim. Była to ostatnia płyta zrealizowana z udziałem Andrzeja "D." Zdrojewskiego, który zagrał tylko kilka partii solowych. Jako okładka płyty została wykorzystana rycina Bernardino Stagnino przedstawiająca Lucyfera. Promocyjną sesję zdjęciową na potrzeby płyty wykonał Maurycy Śmierzchalski - ojciec instrumentalisty i lidera Blindead Mateusza "Havoca" Śmierzchalskiego.

## Lista utworów
Opracowano na podstawie materiału źródłowego.
| Nr | Tytuł utworu               | Słowa           | Muzyka  | Długość |
| -- | -------------------------- | --------------- | ------- | ------- |
| 1. | „Legacy of Tyrant Goat”    | Michał Doliński | Azarath | 02:57   |
| 2. | „Nuclear Revelation”       | Michał Doliński | Azarath | 03:01   |
| 3. | „False God / Burn in Hell” | Michał Doliński | Azarath | 02:54   |
| 4. | „Demon Speed”              | Michał Doliński | Azarath | 01:57   |
| 5. | „Christscum”               | Michał Doliński | Azarath | 03:35   |
| 6. | „Damned to Hell”           | Michał Doliński | Azarath | 02:53   |
| 7. | „Infested With Sin”        | Michał Doliński | Azarath | 02:43   |
| 8. | „Joy of Mutilation”        | Michał Doliński | Azarath | 03:08   |
| 9. | „Born to Rot”              | Michał Doliński | Azarath | 06:13   |
|    |                            |                 |         | 29:21   |

## Twórcy
Opracowano na podstawie materiału źródłowego.
| Zespół Azarath w składzie - Bartłomiej "Bruno" Waruszewski - wokal prowadzący, gitara basowa - Bartłomiej "Bart" Szudek - gitara rytmiczna, gitara prowadząca - Andrzej "D." Zdrojewski - gitara prowadząca - Zbigniew "Inferno" Promiński - perkusja | Produkcja - Arkadiusz "Malta" Malczewski - inżynieria dźwięku, miksowanie, produkcja muzyczna - Sławomir i Wojciech Wiesławscy - mastering - Maurycy Śmierzchalski - zdjęcia - Krzysztof Włodarski - oprawa graficzna |

## Wydania
| Rok  | Nr katalogowy | Format               | Wydawca       | Region        | Źródło |
| ---- | ------------- | -------------------- | ------------- | ------------- | ------ |
| 2003 | MOON MC 046   | Cass, Album, S/Sided | Pagan Records | Polska/Europa | [ 6 ]  |
| 2003 | MOON CD 036   | CD, Album            | Pagan Records | Polska/Europa | [ 6 ]  |
| 2003 | MOON CD 036   | CD, Album, Ltd, Dig  | Pagan Records | Polska/Europa | [ 6 ]  |
| 2005 | MOON CD 036   | CD, Album, RE        | Pagan Records | Polska/Europa | [ 6 ]  |